# الجزيرة الخضراء (الإسماعيلية)
الجزيرة الخضراء إحدى قرى مركز التل الكبير التابع لمحافظة الإسماعيلية بجمهورية مصر العربية.